# 佐藤隆房
佐藤 隆房（さとう たかふさ、1890年 - 1981年）は、日本の医師、俳人。宮沢賢治の主治医として知られる。

## 経歴
栃木県那須郡那須村（現在の那須町）出身。
1904年（明治37）栃木県立大田原中学校に入学後、1907年に埼玉県立川越中学校に転入。
1913年（大正2）、国立千葉医学専門学校医学科を卒業後、医師免許状を取得。
1917年、岩手県花巻川口町において佐藤外科医院を設立。
1923年、宮沢政次郎らの支援もあり、花巻共立病院が創立され院長兼外科医長に就任する。

## 宮沢賢治・高村光太郎との関係
宮沢賢治の詩「S博士に」のモデルである。『宮沢賢治』を執筆し伝記を遺している。
1936年には「雨ニモ負ケズ」詩碑の建設委員長を務める
また、戦時中は高村光太郎の花巻疎開に尽力し、戦後間もなくは自宅に住まわせた。

## 那須との関係
- 1935年、那須村湯本の喰初寺再興の発起人に列する。
- 那須町立那須小学校創立90周年記念式典で講演を行った。
- 隆房の句碑が、現在那須温泉神社にある。
- 那須湯本にある旅館「雲海閣」は隆房の生家である。